# Norgervaart (Kanal)

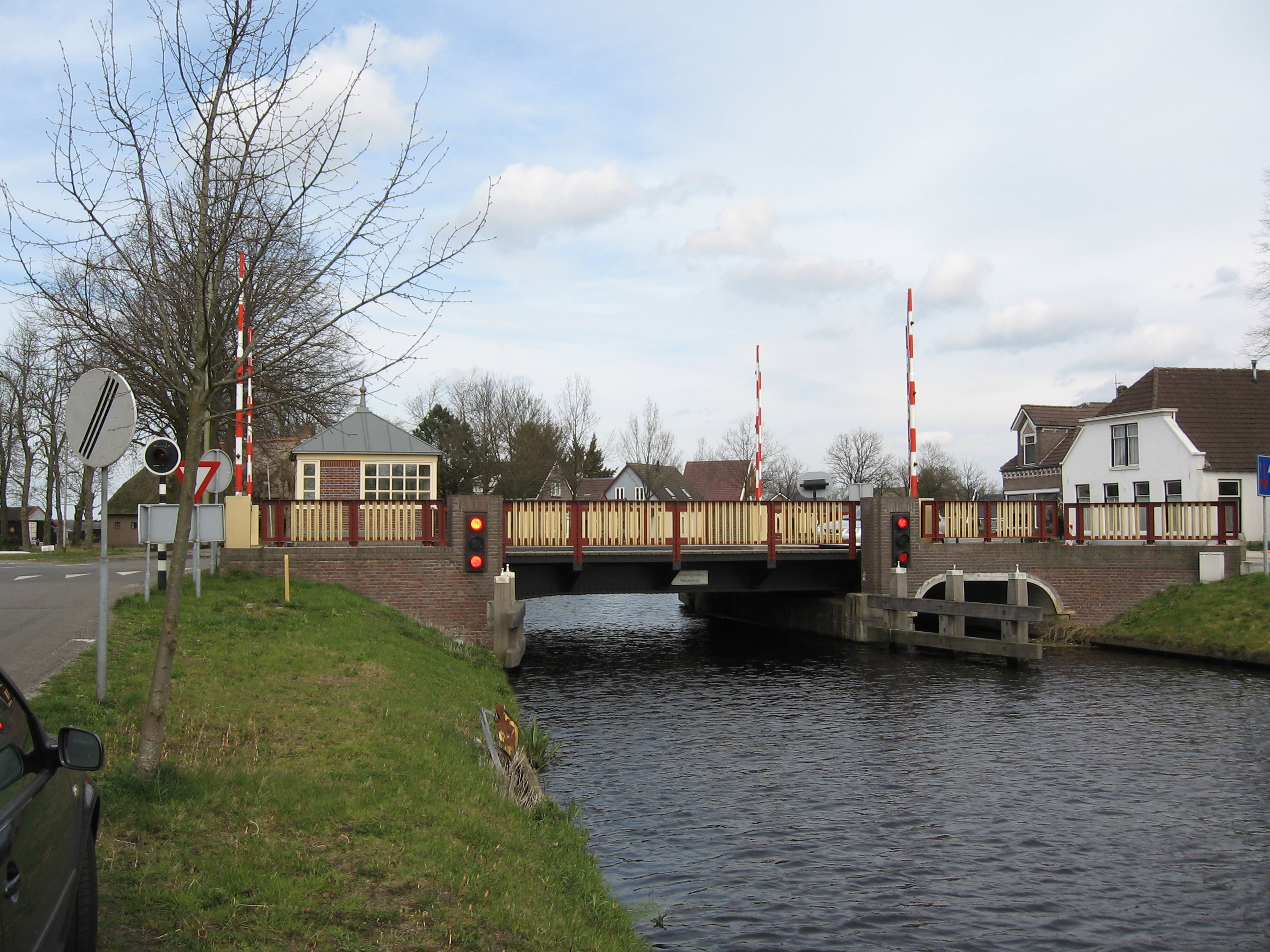
Die Norgerbrücke

Die Norgervaart ist ein Kanal in der niederländischen Provinz Drenthe. Der Kanal ist eine Abzweigung der Drentsche Hoofdvaart und geht über in den Kanal Kolonievaart, der weiter nach Veenhuizen führt.
Die Norgervaart wurde 1816 angelegt.